# Gatwenzi (periodiskt vattendrag i Ngozi)
Gatwenzi är ett periodiskt vattendrag i Burundi.   Det ligger i provinsen Ngozi, i den norra delen av landet, 90 kilometer nordost om huvudstaden Bujumbura.
Omgivningarna runt Gatwenzi är huvudsakligen savann. Runt Gatwenzi är det tätbefolkat, med 427 invånare per kvadratkilometer.